# Petrosia plana
Petrosia plana är en svampdjursart som beskrevs av Wilson 1925. Petrosia plana ingår i släktet Petrosia och familjen Petrosiidae. Inga underarter finns listade i Catalogue of Life.